# 19-9-1999
19-9-1999 – album koncertowy Leszka Możdżera i saksofonisty Adama Pierończyka.
Wydawnictwo ukazało się w ograniczonym nakładzie w 2000 roku nakładem Instytutu Polskiego w Kijowie. Na płycie znalazł się występ duetu zorganizowanego w ramach promocji albumu Anniversary Concert For Hestia (1996). Nagrania zostały zarejestrowane 19 września 1999 roku w Winnicy na Ukrainie. 
W październiku 2003 roku nakładem wytwórni muzycznej GOWI Records ukazało się wznowienie nagrań.

## Lista utworów
Opracowano na podstawie materiału źródłowego.
1. "Song Of The Sunkentown" - 19:32
2. "Biali" - 15:26
3. "Level 700" - 09:49
4. "Tell Me Anything About Yout Life Mr. Buk!" - 13:42
5. "For Walter" - 11:45

## Twórcy
Opracowano na podstawie materiału źródłowego.
- Leszek Możdżer - fortepian
- Adam Pierończyk - saksofon tenorowy